# SkyExpress
SkyExpress era una compagnia aerea a basso costo russa creata nel 2006 grazie al supporto della Banca Europea per la Ricostruzione e lo Sviluppo dalla compagnia aerea russa KrasAir. La SkyExpress aveva la base tecnica all'Aeroporto di Mosca-Vnukovo.

## Struttura azionaria
- 40% delle azioni di proprietà dei fratelli Boris e Aleksandr Abramovich che sono anche i proprietari delle compagnie aeree russe Sibaviatrans e KrasAir;
- 20% delle azioni sotto il controllo della Banca Europea per la Ricostruzione e lo Sviluppo e il fondo di investimenti britannico Altima Partners;
- 10% delle azioni sotto il controllo delle britannici MG Capital e Sloane Robinson.

## Strategia
La compagnia aerea intendeva ampliare la flotta fino a 44 aerei. Nel 2007 la SkyExpress aveva trasportato due milioni di persone con 200 milioni USD di profitto.
SkyExpress è diventata la ottava compagnia aerea in Russia effettuando tutte le procedure per la IOSA (IATA Operational Safety Audit) dal dicembre 2007.
Nel 2008 la SkyExpress ha trasportato 1 041 308 passeggeri sui voli di linea, charter occupando il 13º posto sul mercato della Russia subito dopo la russa Orenair.
Nel 2009 la SkyExpress ha trasportato 1,11 milioni di passeggeri, il 7% in più rispetto al 2008. Nel 2010 la compagnia aerea russa pianifica di aggiungere alla flotta altri due Boeing 737 e aprire le nuove frequenze sulle destinazioni esistenti, inoltre la SkyExpress pianifica l'apertura delle nuove destinazioni nazionali.
Nel 2009, Skytrax, società di ricerca britannica nel campo dell'aviazione civile, ha consegnato il certificato di qualità a SkyExpress con un rating di due stelle.
Nel settembre 2009 la SkyExpress ha effettuato tutte le procedure per la IOSA prorogando la sua certificazione nel registro dell'IATA.
Nel gennaio-febbraio 2010 la prima compagnia aerea low-cost della Russia ha aumentato trasporto dei passeggeri al 33,5% rispetto allo stesso periodo del 2009 diventando così la decima compagnia aerea russa. Inoltre, nello stesso periodo la compagnia aerea ha trasportato 279 t di merce e di posta aumentando i risultati cargo al 51,5% rispetto al 2009.
Nel periodo 16-22 luglio 2010 la SkyExpress ha cancellato 53 voli lasciando a terra 5 500 passeggeri e ricevendo l'avvertimento di rischio di sospensione del certificato della compagnia aerea da parte dell'Ente dell'Aviazione Civile della Russia.
L'11 agosto 2010 la SkyExpress ha firmato il memorandum con la Kuban Airlines per la fusione e lo sviluppo ulteriore giunto della rete di voli principalmente nella parte meridionale della Russia europea con l'hub principale della Kuban Airlines a Krasnodar e l'hub della SkyExpress a Mosca-Vnukovo.
Nel 2010 la SkyExpress ha trasportato 1,14 milioni di passeggeri, il 12,5% in più rispetto al 2009.
Il 31 ottobre 2011 la licenza della compagnia aerea è stata annullata con la conseguente procedura di bancarotta conclusasi il 17 settembre 2012.

## Flotta storica
- Airbus A319[10]
- Boeing 737-300/-500[11]

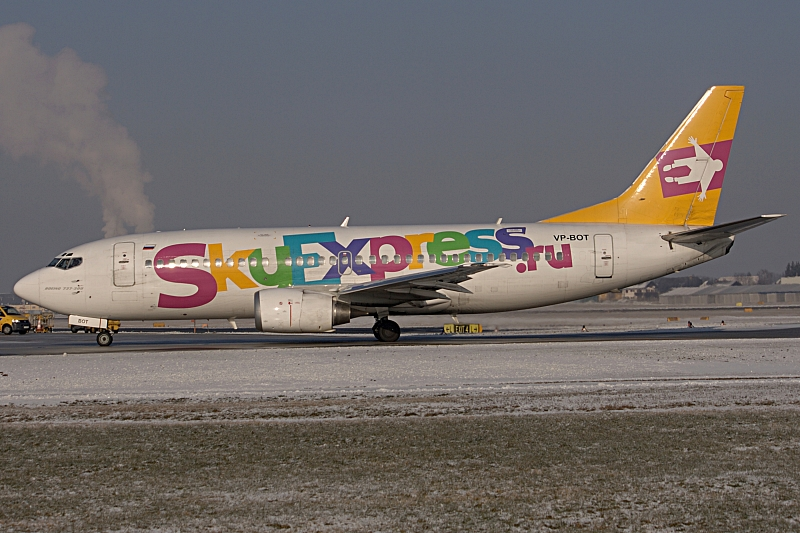
Boeing 737-300 della SkyExpress

La SkyExpress pianificava l'ampliamento della flotta con gli aerei Airbus A319

## La rivista di bordo
- Express Magazine[13]

## Accordi commerciali
- Kuban Airlines [l'accordo di fusione e dello sviluppo della rete nel sud della Russia europea]
- Tulpar Air [l'accordo di leasing operativo degli aerei Yakovlev Yak-42]
- Vladivostok Avia [i voli in code sharing nel Circondario federale della Siberia e nel Circondario federale dell'Estremo Oriente della Russia][14]